# Mannie Davis
Pour les articles homonymes, voir Davis.
Mannie Davis, né le 23 janvier 1894 à Yonkers, État de New York et décédé en 1975, est un réalisateur américain.

## Filmographie
- 1927 : The Baby Show
- 1927 : The Junk Man
- 1928 : The Spider's Lair
- 1928 : A Blaze of Glory
- 1928 : Scaling the Alps
- 1928 : A Jungle Triangle
- 1928 : Puppy Love
- 1928 : Sunny Italy
- 1928 : High Seas
- 1928 : Monkey Love
- 1928 : Mail Man
- 1929 : Break of the Day
- 1929 : Skating Hounds
- 1929 : Wash Day
- 1929 : Jungle Fool
- 1929 : Barnyard Melody
- 1929 : Tuning In
- 1929 : Night Club
- 1930 : Singing Saps
- 1930 : Good Old Schooldays (en)
- 1930 : Dixie Days (en)
- 1930 : The Haunted Ship
- 1930 : Noah Knew His Ark
- 1930 : A Romeo Robin
- 1930 : Snow Time
- 1930 : Laundry Blues (en)
- 1930 : Midnight
- 1930 : Gypped in Egypt
- 1931 : A Toytown Tale
- 1931 : Mad Melody
- 1931 : Play Ball
- 1931 : Pale Face Pup
- 1931 : Fun on Ice
- 1931 : Love in a Pond
- 1931 : The Family Shoe
- 1931 : Cowboy Cabaret
- 1932 : A Romeo Monk
- 1932 : The Cat's Canary
- 1932 : Spring Antics
- 1932 : Stone Age Error
- 1932 : Chinese Jinks
- 1932 : The Wild Goose Chase
- 1932 : Bring 'Em Back Half Shot
- 1932 : Cat-Fish Romance
- 1932 : Venice Vamp
- 1932 : Pickaninny Blue
- 1932 : Bugs and Books
- 1933 : Silvery Moon
- 1933 : Opening Night
- 1933 : Love's Labor Won
- 1933 : The Last Mail
- 1933 : Bubbles and Troubles
- 1933 : Barking Dogs
- 1933 : Indian Whoopee
- 1933 : Nut Factory
- 1934 : The Three Bears
- 1936 : The Western Trail
- 1936 : A Tough Egg
- 1936 : The Hot Spell
- 1936 : Puddy Pup and the Gypsies
- 1936 : Kiko the Kangaroo
- 1936 : Farmer Al Falfa's Prize Package
- 1936 : Kiko and the Honey Bears
- 1936 : The Health Farm
- 1936 : Kiko Foils the Fox
- 1936 : Sunken Treasures
- 1936 : A Battle Royal
- 1936 : An Arrow Escape
- 1936 : Farmer Al Falfa's 20th Anniversary
- 1936 : Cats in a Bag
- 1936 : Skunked Again
- 1937 : Salty McGuire
- 1937 : The Tin Can Tourist
- 1937 : The Book Shop
- 1937 : The Big Game Haunt
- 1937 : Red Hot Music
- 1937 : Flying South
- 1937 : The Hay Ride
- 1937 : Bug Carnival
- 1937 : School Birds
- 1937 : Puddy's Coronation
- 1937 : Ozzie Ostritch Comes to Town
- 1937 : The Paper Hangers
- 1937 : A Bully Frog
- 1937 : A Close Shave
- 1937 : The Timid Rabbit
- 1938 : The Lion Hunt
- 1938 : Just Ask Jupiter
- 1938 : A Mountain Romance
- 1938 : The Big Top
- 1938 : Milk for Baby
- 1938 : The Glass Slipper
- 1938 : The Newcomer
- 1938 : The Stranger Rides Again
- 1938 : Village Blacksmith
- 1939 : The Three Bears
- 1939 : The Nutty Network
- 1939 : The Cuckoo Bird
- 1939 : Barnyard Egg-citement
- 1939 : The Prize Guest
- 1939 : Barnyard Baseball
- 1939 : The Golden West
- 1939 : Sheep in the Meadow
- 1939 : A Wicky, Wacky Romance
- 1939 : The Ice Pond
- 1940 : Edgar Runs Again
- 1940 : All's Well That Ends Well
- 1940 : Catnip Capers
- 1940 : Rupert the Runt
- 1940 : Club Life in the Stone Age
- 1940 : Happy Hunting Grounds
- 1940 : The Snow Man
- 1941 : The Home Guard
- 1941 : Uncle Joey
- 1941 : The Magic Shell
- 1941 : Bringin' Home the Bacon
- 1941 : The One-Man Navy
- 1941 : Uncle Joey Comes to Town
- 1941 : The Bird Tower
- 1941 : Flying Fever
- 1942 : All Out for 'V'
- 1942 : Cat Meets Mouse
- 1942 : Eat Me Kitty, Eight to the Bar
- 1942 : Neck and Neck
- 1942 : The Outpost
- 1942 : The Big Build-Up
- 1942 : Night Life in the Army
- 1942 : Frankenstein's Cat
- 1943 : Somewhere in the Pacific
- 1943 : Barnyard Blackout
- 1943 : The Last Roundup
- 1943 : Keep 'Em Growing
- 1943 : Super Mouse Rides Again
- 1943 : Somewhere in Egypt
- 1943 : Lion and the Mouse
- 1943 : The Hopeful Donkey
- 1944 : The Wreck of the Hesperus
- 1944 : The Champion of Justice
- 1944 : Mighty Mouse Meets Jekyll and Hyde Cat
- 1944 : Wolf! Wolf!
- 1944 : Carmen's Veranda
- 1944 : The Ghost Town
- 1944 : Gandy's Dream Girl
- 1945 : Mighty Mouse and the Pirates
- 1945 : Ants in Your Pantry
- 1945 : Mighty Mouse and the Kilkenny Cats
- 1945 : The Mosquito
- 1945 : The Fox and the Duck
- 1945 : Bad Bill Bunion
- 1946 : The Talking Magpies
- 1946 : The Wicked Wolf
- 1946 : The Golden Hen
- 1946 : Peace Time Football
- 1946 : The Trojan Horse
- 1946 : The Electronic Mouse Trap
- 1946 : The Jail Break
- 1946 : The House Problem
- 1946 : The Hep Cat
- 1947 : McDougal's Rest Farm
- 1947 : Mexican Baseball
- 1947 : The Sky Is Falling
- 1947 : Flying South
- 1947 : The First Show
- 1947 : Swiss Cheese Family Robinson
- 1948 : Free Enterprise
- 1948 : The Chipper Chipmunk
- 1948 : Felix the Fox
- 1948 : Seeing Ghosts
- 1948 : The Witch's Cat
- 1948 : Triple Trouble
- 1948 : Love's Labor Won
- 1948 : The Magic Slipper
- 1948 : Mysterious Stranger
- 1948 : The Racket Buster
- 1949 : Dancing Shoes
- 1949 : A Cold Romance
- 1949 : Hula Hula Land
- 1949 : The Covered Pushcart
- 1949 : Comic Book Land
- 1950 : A Merry Chase
- 1950 : Anti-Cats
- 1950 : The Red-Headed Monkey
- 1950 : Mouse and Garden
- 1950 : King Tut's Tomb
- 1950 : Sour Grapes
- 1950 : Stage Struck
- 1951 : Spring Fever
- 1951 : The Elephant Mouse
- 1951 : Seasick Sailors
- 1951 : A Swiss Miss
- 1951 : Pastry Panic
- 1951 : The Cat's Tale
- 1951 : Papa's Little Helpers
- 1951 : Hero for a Day
- 1951 : Papa's Day of Rest
- 1951 : Seaside Adventures
- 1951 : City Slicker
- 1952 : Flat Foot Fledging
- 1952 : Time Gallops On
- 1952 : The Happy Cobblers
- 1952 : Hypnotized
- 1952 : Mysterious Cowboy
- 1952 : Good Mousekeeping
- 1952 : Moose on the Loose
- 1952 : Picnic with Papa
- 1952 : Thrifty Cubs
- 1953 : Wise Qaucks
- 1953 : Playful Puss
- 1953 : Friday the 13th
- 1953 : The Reluctant Pup
- 1953 : Bargain Daze
- 1953 : Log Rollers
- 1953 : Runaway House
- 1954 : Prescription for Percy
- 1954 : Nonsense Newsreel
- 1954 : Arctic Rivals
- 1954 : The Cat's Revenge
- 1956 : The Brave Little Brave
- 1956 : The Heckle and Jeckle Show (série TV)
- 1957 : A Bum Steer
- 1957 : Love Is Blind
- 1957 : Squirrel Crazy
- 1960 : The Mysterious Package
- 1961 : Night Life in Tokyo
- 1961 : Strange Companion
- 1963 : The Hector Heathcote Show (série TV)